# Jean René Harscouët de Saint-George
Pour les articles homonymes, voir Harscouët.
Jean René Harscouët de Saint-George  est un homme politique français né le 3 octobre 1781 à Tréveneuc et décédé le 20 janvier 1867 à Tréveneuc, dans l'actuel département des Côtes-d'Armor, (à équidistance entre Saint-Brieuc et Paimpol).

## Biographie
Propriétaire terrien, il est conseiller général et député du Morbihan de 1827 à 1830, siégeant avec les légitimistes et soutenant le Ministère Polignac. Il est de nouveau député de 1848 à 1849, toujours siégeant à droite.

## Famille
La famille Harscouët de Saint-George est d'origine bretonne. Elle est titulaire de nombreux fiefs sur la côte du Goëlo, dont Kéringant en Plouha, Saint-George et Keravel. Elle a donné de nombreux marins et officiers de l'Armée royale, des députés et des conseillers généraux et, en dernier ressort, au XXe siècle, un évêque en la personne de Raoul Harscouët, né le 14 juin 1874 à Saint-Brieuc, évêque de Chartres de 1926 à 1954.
Appartenant à la noblesse dite d'ancienne extraction depuis 1440 ,  elle fait partie des Familles subsistantes de la noblesse française. Elle est inscrite à l'ANF depuis 1953. Ses armes portent d'azur à 3 coquilles d'argent.
Jean René est le fils de Louis-Joseph Harscouët de Saint-George, né le 30 mars 1755 officier au Régiment de Beauvoisis, puis lieutenant au Régiment du  Dresnay, et de Geneviève Marie Françoise Chrestien de Tréveneuc.
Il épouse Pauline Josèphe Chrestien de Tréveneuc, sa cousine germaine, fille de Pierre-Hyacinthe et d'Émilie du Breil de Rays, dont Paul René Harscouët de Saint-George, (1807-1870).

## Sources
- « Jean René Harscouët de Saint-George », dans Adolphe Robert et Gaston Cougny, Dictionnaire des parlementaires français, Edgar Bourloton, 1889-1891 [détail de l’édition]
- Sa fiche sur le site de l'Assemblée nationale